# Орлов, Яков Васильевич
Яков Васильевич Орло́в (1775 или 1779 — 1819) — российский историк, поэт и педагог, профессор исторических наук Санкт-Петербургской духовной академии.

## Биография
Родился в семье священника села Никольского Переяславской епархии.
В 1783 году поступил в Троицкую духовную семинарию; в ведомости 1788 года был отмечен как ученик «дарований и успехов похвальных». В 1794 году был переведён по указу Синода в Санкт-Петербургскую учительскую семинарию, которую окончил в конце 1796 года.
По завершении учёбы занял место учителя гражданской истории, географии и статистики в Нижегородском главном народном училище. После преобразования училища в гимназию стал в ней старшим учителем.
Во время жизни в Нижнем Новгороде активно участвовал в работе кружка любителей словесности; издал сборник «Моё отдохновение для отдыху других» (1799). Основную работу нижегородского периода, «Историческое и статистическое описание Нижегородской губернии», Орлов преподнёс императору Александру I; труд понравился и автор получил бриллиантовый перстень.
В 1809 году вернулся в Санкт-Петербург, где стал бакалавром по классу исторических наук в Санкт-Петербургской духовной академии; 10 января 1810 года получил звание ординарного профессора. Написал несколько исторических трудов патриотического характера, изданных в 1818—1820 гг.
Был членом Вольного общества любителей российской словесности, отрывки его труда «Дух российских государей Рюрикова дома», написанного с целью «предотвратить или ослабить вредное влияние иностранных историков, недобросовестных и неблагонамеренных в отношении к России», и показать, что «первые русские законы были заимствованы из „свойств народа“», в 1817 году зачитывались на заседаниях Общества.
Скончался в феврале 1819 года.

Общество лишилось ревностнейшего действительного члена своего, надворного советника и кавалера, профессора всеобщей и церковной истории. Он отличался обширными сведениями, приобретенными в течение недолговременной жизни— «Соревнователь просвещения и благотворения. Труды вольного общества любителей российской словесности» 1819. Ч. 5. С. 274, 
из некролога на смерть Орлова

## Вклад в литературу
Сборник стихов и прозы «Моё отдохновение для отдыху других» прошёл цензуру в 1798 году и был издан в 1799 в Нижнем Новгороде. Сборник содержал стихи разных лет, начиная от стихотворения, посвящённого Троицкой семинарии, а также сочинения научно-популярного характера (этимологические опыты, заметки по истории, географии и физике).

В поэзии Орлова отразились его патриотические настроения («Разговор с Эхом о Нижнем Новгороде»). Некоторые стихи интересны бытовыми деталями («Сентябрь», «Октябрь» и др.). Ряд стихотворений связан с традициями научно-философской поэзии («Разговор о пользе наук», «Рассуждение. Отчего в людях различны дарования?»). Вместе с тем в лирике Орлова заметно влияние сентиментализма: известны его стихи элегического характера («Любовница на береге Волги», «Песенка на голос „Стонет сизый голубочек“»), поэтические «мелочи» и шутливые стихи (рондо «Кто пьяницей слывет?»). — Н.Д.Кочеткова или Ю.Г. Галай

## Вклад в историю
- «Историческое и статистическое описание Нижегородской губернии» (Нижний Новгород, 1810)
- «Памятник событий в церкви и отечестве» (Москва, 1818)
- «Дух российских государей Рюрикова дома. Существенные изображения Россиян» (Санкт-Петербург, 1818)
- «Всеобщий памятник достопримечательных происшествий, повествуемых историей ветхого и нового завета, церкви, ученою, естественной и гражданской и проч.» (Москва, 1820)

Труды Орлова впоследствии использовались историками в качестве источников по церковной истории,